# Laelia amabilis
Laelia amabilis är en fjärilsart som beskrevs av Christopher Aurivillius 1879. 
Laelia amabilis ingår i släktet Laelia och familjen tofsspinnare. Inga underarter finns listade i Catalogue of Life.